# Стойчо Стойчев (учен)
Вижте пояснителната страница за други личности с името Стойчо Стойчев.
Стойчо Димитров Стойчев е български учен, професор в Техническия университет – София, специалист в областта „Алгоритми и Програмиране".

## Биография
Стойчо Стойчев е роден на 6 септември 1934 година в село Криво поле, Хасковско. През 1952 година завършва с отличие гимназия в Хасково. След това следва в Машинно-електротехническия институт в София като го завършва през 1958 година. През 1958 година започва трудовата си дейност като инженер и старши инженер в Слаботоковия завод в София. През 1959 – 1961 г. е преподавател и зам. директор в Механотехникума в Хасково. През 1965 г. защитава дисертация в Електротехническия университет ЛЭТИ в Ленинград. През 1965 г. постъпва на работа в Научноизследователския институт по енергетика към „Енергопроект“ като научен сътрудник и ръководител секция. От 1967 г. е преподавател и старши преподавател в Техническия университет в София. Основател е на Учебния изчислителен център към ТУ – София и първи негов директор (1969 – 1972). През 1971 г. е избран за доцент в катедра „Изчислителна техника“. През 1991 г. защитава дисертация за научна степен "доктор на науките" (Dr.Sc.) в Технически университет – София и през следващата година е избран за професор в катедра „Компютърни системи“. Освен в Техническия университет в София и филиала му в Пловдив лекции са водени и в Бургаския свободен университет, Техническия университет в Габрово, Университета по хранителни технологии в Пловдив, Пловдивския университет.
Основните водени от него учебни дисциплини са: синтез и анализ на алгоритми, комбинаторни алгоритми, алгоритми в биоинформатиката, основи на изчислителната техника и програмиране, програмиране. Учебнкът му по синтез и анализ на алгоритми е свободно достъпен в неговия уебсайт. Разработил е оригинални алгоритми и софтуер (името им е VSEP) за определяне на автоморфизмите и изоморфизмите на графи , които също са свободно достъпни. Основните му научни интереси са в разработката на алгоритми и софтуер на задачи в областта на теорията на графите (автоморфизми на графи, хамилтонови цикли, подграф, максимален подграф), анализа на електрически и електронни схеми,  изкуствения интелект, биоинформатиката (подобие на молекули на протеини) и др. Автор и съавтор е на термините в областта на компютрите във Физико-математическа и техническа енциклопедия (1990). Водил е курсове от 1970 до 1973 г. по числени методи и програмиране за преподавателите от ТУ – София.  Член е на Международната академия на науките – Сан Марино. Изнасял е лекции и доклади в чужбина в: Международна академия на науките – Сан Марино (научна конференция, 1987 г.), Мичиганския технологичен университет (научен семинар на катедра 'Математически науки', САЩ, 1999 г.), Университета в Векхьо (курс по алгоритми за студенти магистри по Компютърни науки и научен доклад на катедрен семинар, Швеция, 2004 г.). Освен родния му български владее руски, английски, есперанто и слабо френски.
Проф. Стойчев е декан на Факултета по компютърни системи и управление от 1991 до 1995 г. В края на 90-те години основава българския клон на IEEE, Computer Society и е председател за два мандата. Автор е на 150 публикации в списания и научни конференции, включително 15 учебника и учебни пособия.